# Westlawn (Wallingford, Pensilvania)
"Westlawn", también conocida como la Casa Charles Essig, es una casa histórica estadounidense ubicada en Wallingford, condado de Delaware, Pensilvania.

## Historia y características arquitectónicas
Fue construida para Charles Essig, organizador y primer decano de la Facultad de Odontología de la Universidad de Pensilvania en 1882, esta estructura histórica es una vivienda asimétrica de dos pisos con techo a dos aguas y adición de pentágono facetado. Diseñado en estilo Reina Ana, tiene una variedad de tratamientos exteriores, que incluyen ladrillo, tablillas, tejas novedosas, vigas de entramado de madera y estuco. También cuenta con buhardillas a dos aguas, una torreta, una torre cuadrada, un porche envolvente y tres chimeneas conménsulas.
Fue incluido en el Registro Nacional de Lugares Históricos en 1988. 

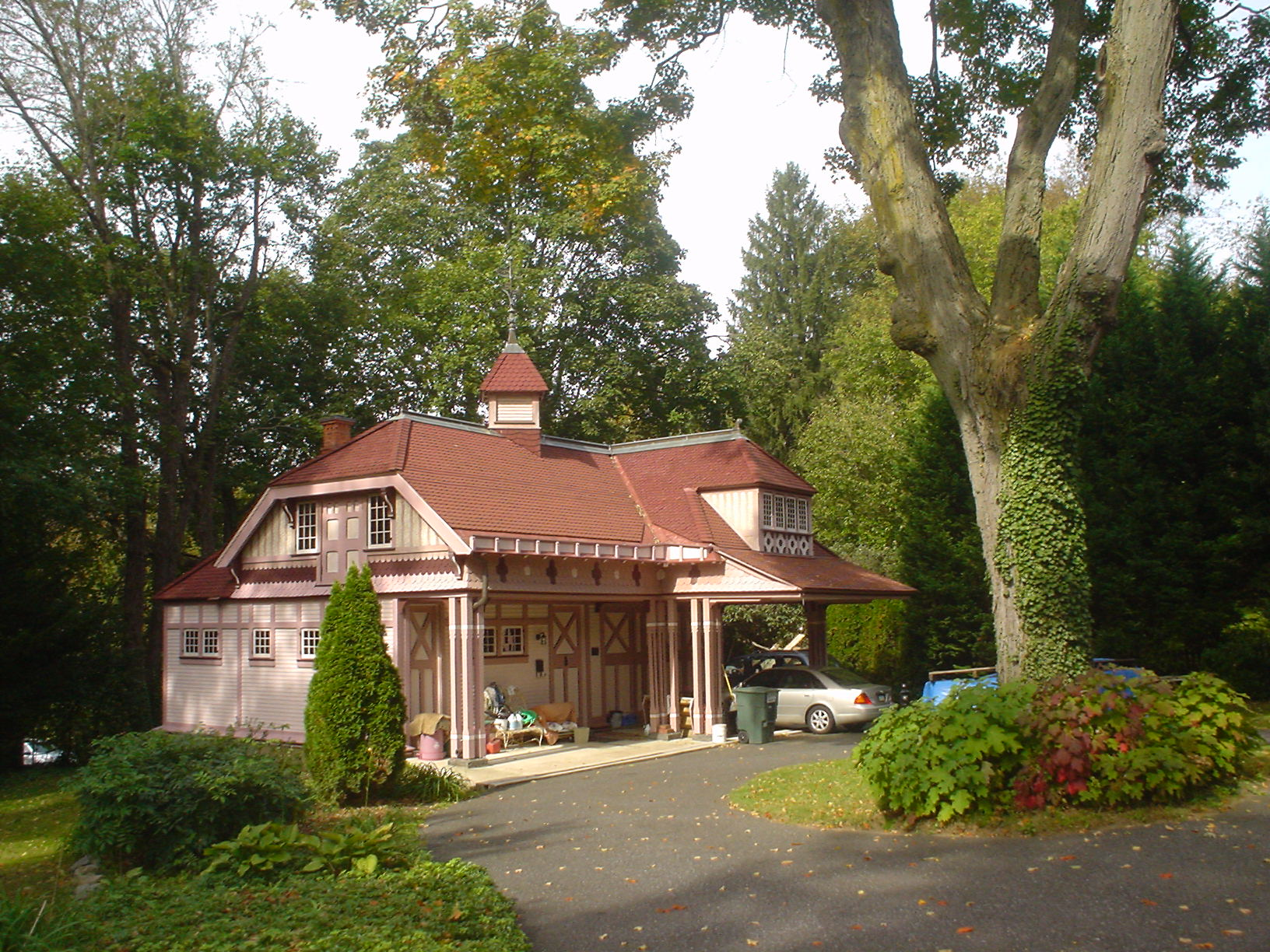
La cochera de Westlawn